# Interakcija (fizika)
Interakcija (soodvisnost) je osnovni fizikalni mehanizem, s katerim delujejo delci drug na drugega. To velja tako v makro svetu planetov, zvezd, galaksij ..., kot tudi v mikro svetu atomov (van der Waalsova sila), protonov, kvarkov ...